# 미스터리 알래스카
《미스터리 알래스카》(영어: Mystery, Alaska)는 1999년에 개봉한 미국의 스포츠 코미디 드라마 영화이다. 

## 줄거리
아이스하키를 사랑하는 작은 마을 알래스카주 미스터리에서는 매주 토요일 개구 못에서 경기가 열린다. 스포츠 일러스트레이티드에 미스터리 아마추어 팀의 스케이팅 실력만큼은 내셔널 하키 리그(NHL) 수준이라는 내용의 기사가 실린 뒤 NHL은 뉴욕 레인저스가 미스터리를 방문해 텔레비전 중계 시범 경기를 갖도록 주선한다. 그렇게 마을 보안관, 식료품상, 배달부, 고3 등으로 이뤄진 오합지졸 미스터리 팀은 프로 팀 뉴욕 레인저스에 맞서 싸우게 된다.   

## 출연진
- 러셀 크로 - 존 비비 보안관 역
- 행크 어제리아 - 찰스 "찰리" 대너 역
- 메리 매코맥 - 도나 비비 역
- 롤리타 다비도비치 - 메리 제인 피처 역
- 론 엘다드 - 맷 "스캥크" 마든 역
- 콜름 미니 - 스콧 R. 피처 읍장 역
- 모리 체이킨 - 베일리 프루잇 역
- 마이클 매키언 - 월시 씨 역
- 주디스 아이비 - 조앤 번스 부인 역
- 버트 레이놀즈 - 월터 번스 판사 역
- 스콧 그라임스 - 브라이언 "버디" 번스 역
- 애덤 비치 - 게일린 위넷카 역
- 라이언 노스콧 - 스티비 위크스 역
- 케빈 듀랜드 - "트리" 레인 역
- 브렌트 스테이트 - 케빈 홀트 역
- 메긴 프라이스 - 세라 하인즈 역
- 레이철 윌슨 - 말라 번스 역
- 베스 리틀퍼드 - 재니스 페티보 역
- 마이클 부이 - 코너 뱅크스 역
- 제이슨 그레이스탠퍼드 - 보비 마이컨 역
- 리로이 펠티에이 - 벤 위넷카 역
- 숀 존스턴 - 돌로프 지방 검사 역
- 마이크 마이어스 - 도니 슐츠호퍼 역
- 리틀 리처드 - 본인 역
- L. 스콧 콜드웰 - 맥기번스 판사 역

## 우리말 녹음
KBS 성우진 (2005년 7월 31일)
- 양지운 - 존 비비(러셀 크로)
- 홍성헌 - 찰스(행크 어제리아)
- 임은정 - 도나(메리 매코맥)
- 유강진 - 번스 판사(버트 레이놀즈)
- 노민 - 읍장(콜름 미니)
- 김옥경 - 읍장의 아내(롤리타 다비도비치)
- 온영삼 - 베일리(모리 체이킨)
- 김승준 - 스캥크(론 엘다드)
- 김래환 - 스티비(라이언 노스콧)
- 임채헌 - 코너(마이클 부이)
- 임성표 - 트리(케빈 듀랜드)
- 김우정 - 버디(스콧 그라임스)
- 서윤석 - 보비(제이슨 그레이스탠퍼드)
- 최병상 - 홀트(브렌트 스테이트)
- 유호한 - 벤(리로이 펠티에이)
- 이윤선 - 월시(마이클 매키언)
- 주유랑 - 말라(레이철 윌슨)
- 김희선 - 재니스(베스 리틀퍼드)